# Umschlagplatz w Warszawie

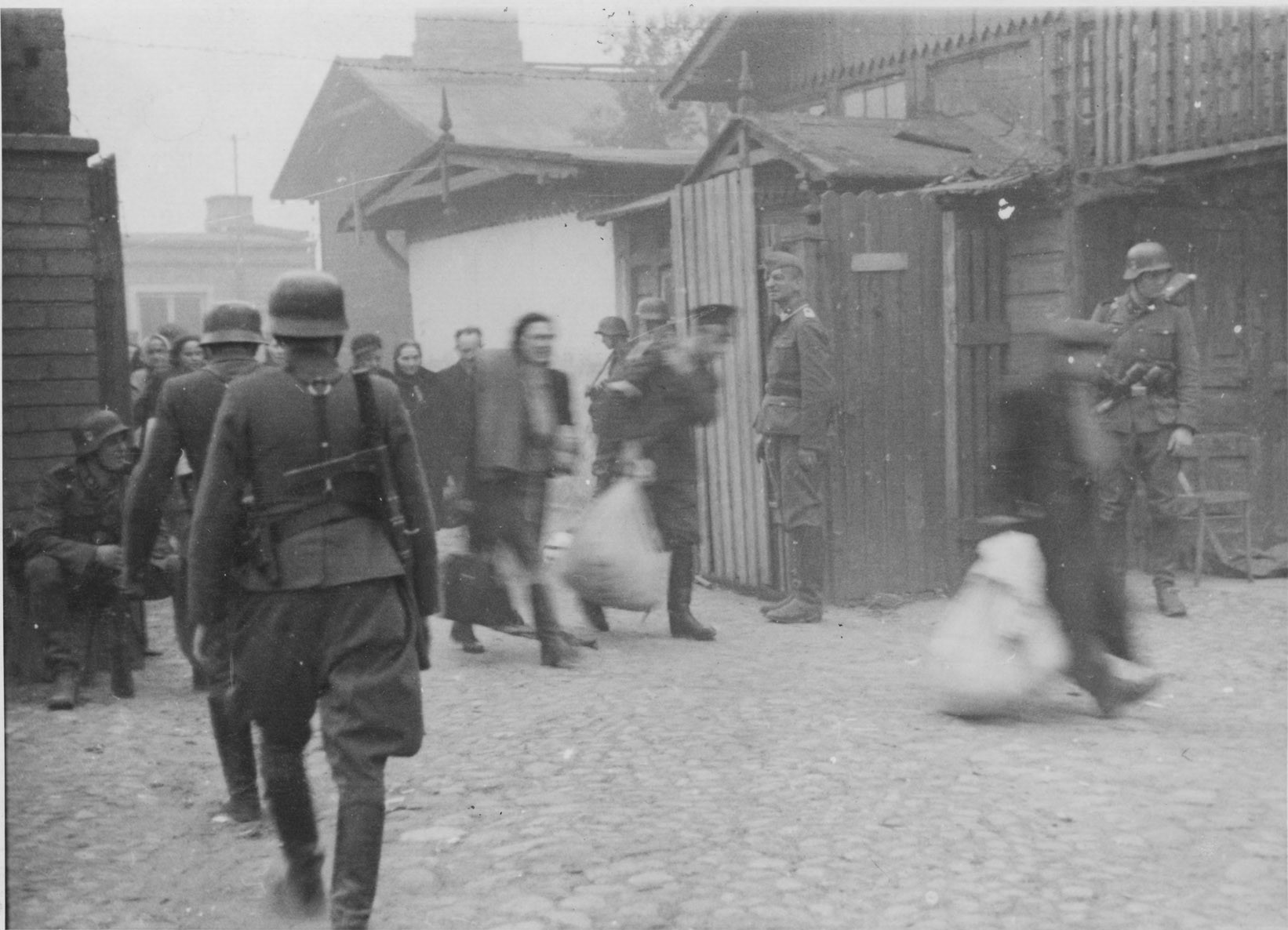
Brama na Umschlagplatz

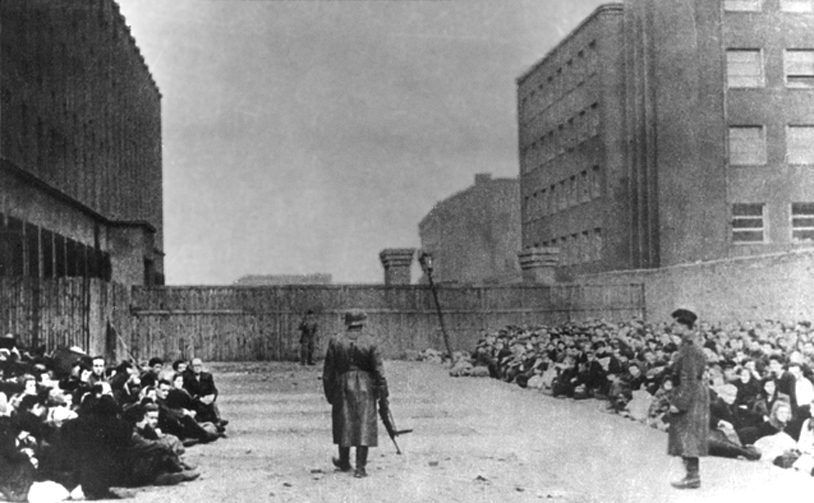
Żydzi oczekujący na transport na Umschlagplatzu. Współcześnie w tym miejscu znajduje się jezdnia ulicy Stawki z torami tramwajowymi. Po obu stronach zachowane budynki szkolne mieszczące obecnie Zespół Szkół Licealnych i Ekonomicznych nr 1 (po lewej) oraz Wydział Psychologii UW (po prawej)

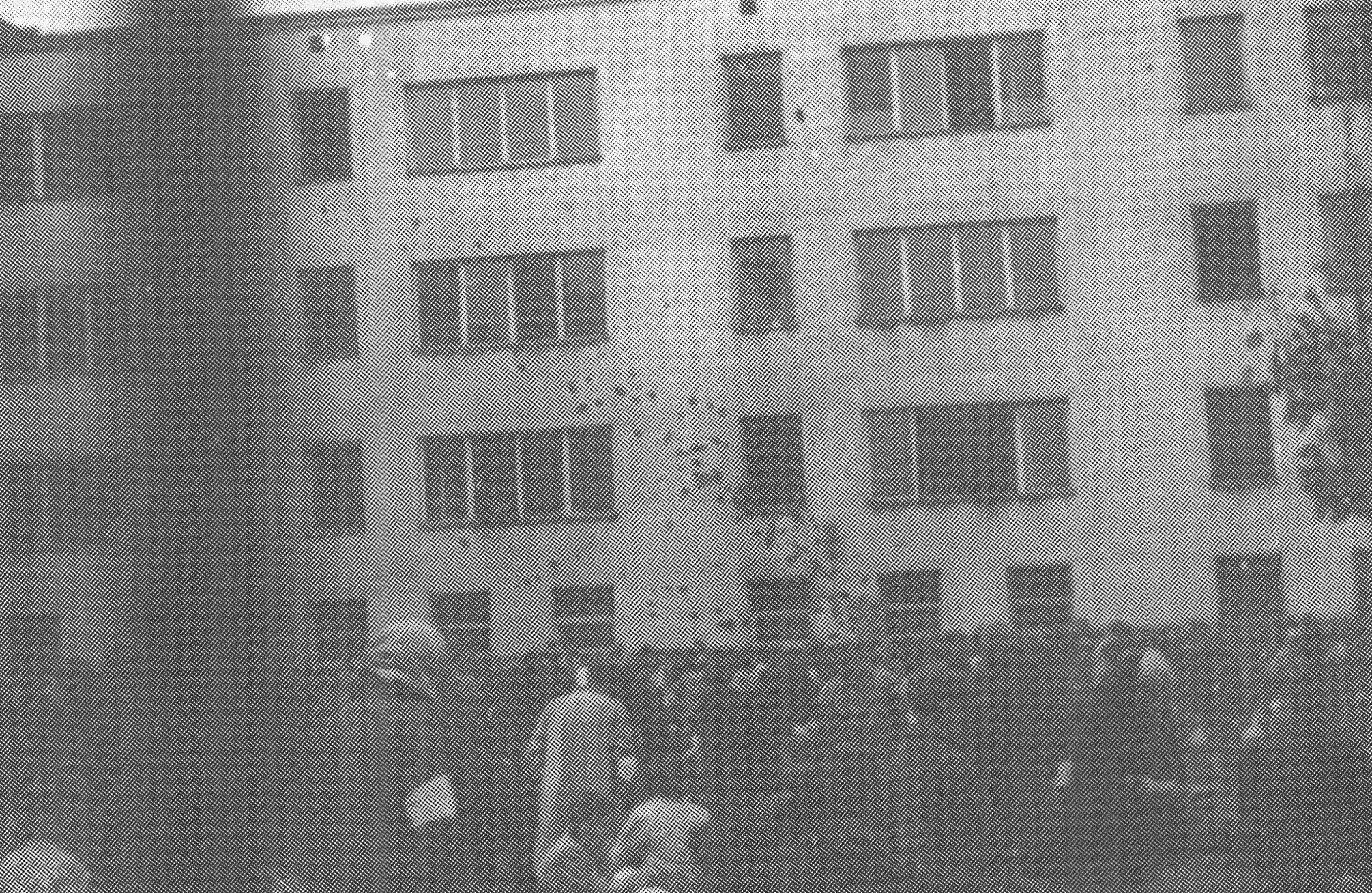
Żydzi czekający na transport do Treblinki na dziedzińcu szkoły (1942)

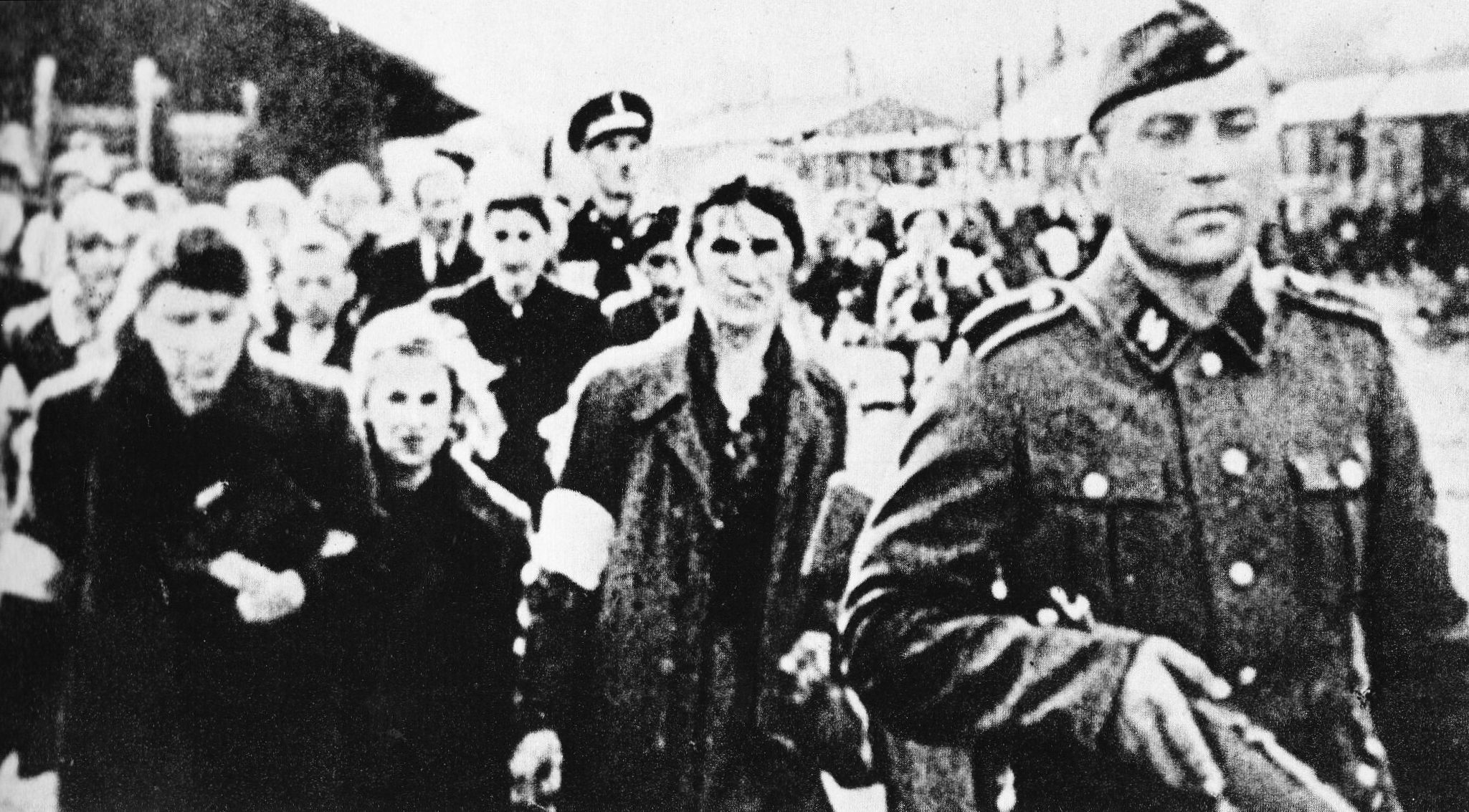
Żydzi na rampie Umschlagplatzu

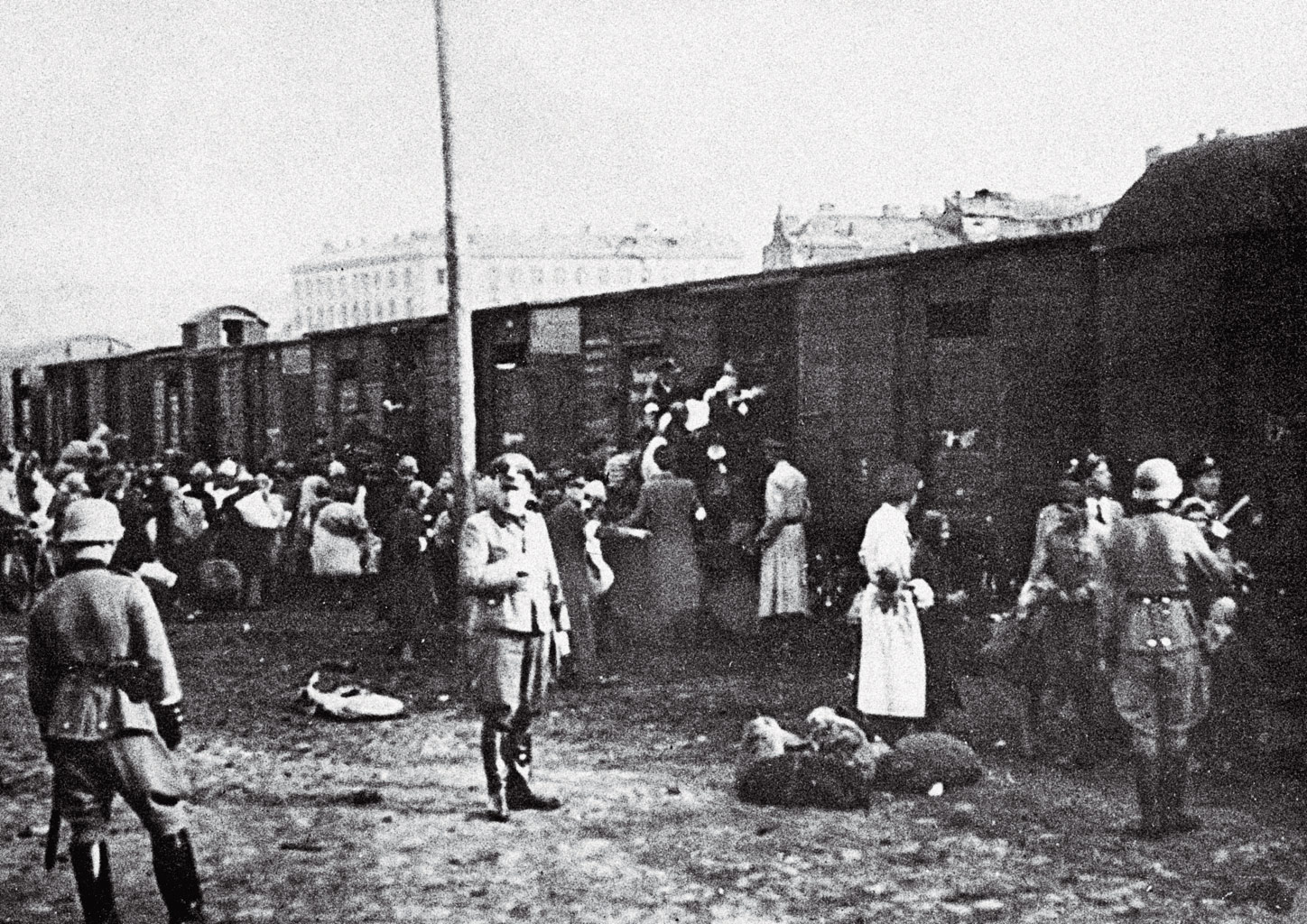
Ładowanie do wagonów w czasie wielkiej akcji deportacyjnej latem 1942 roku

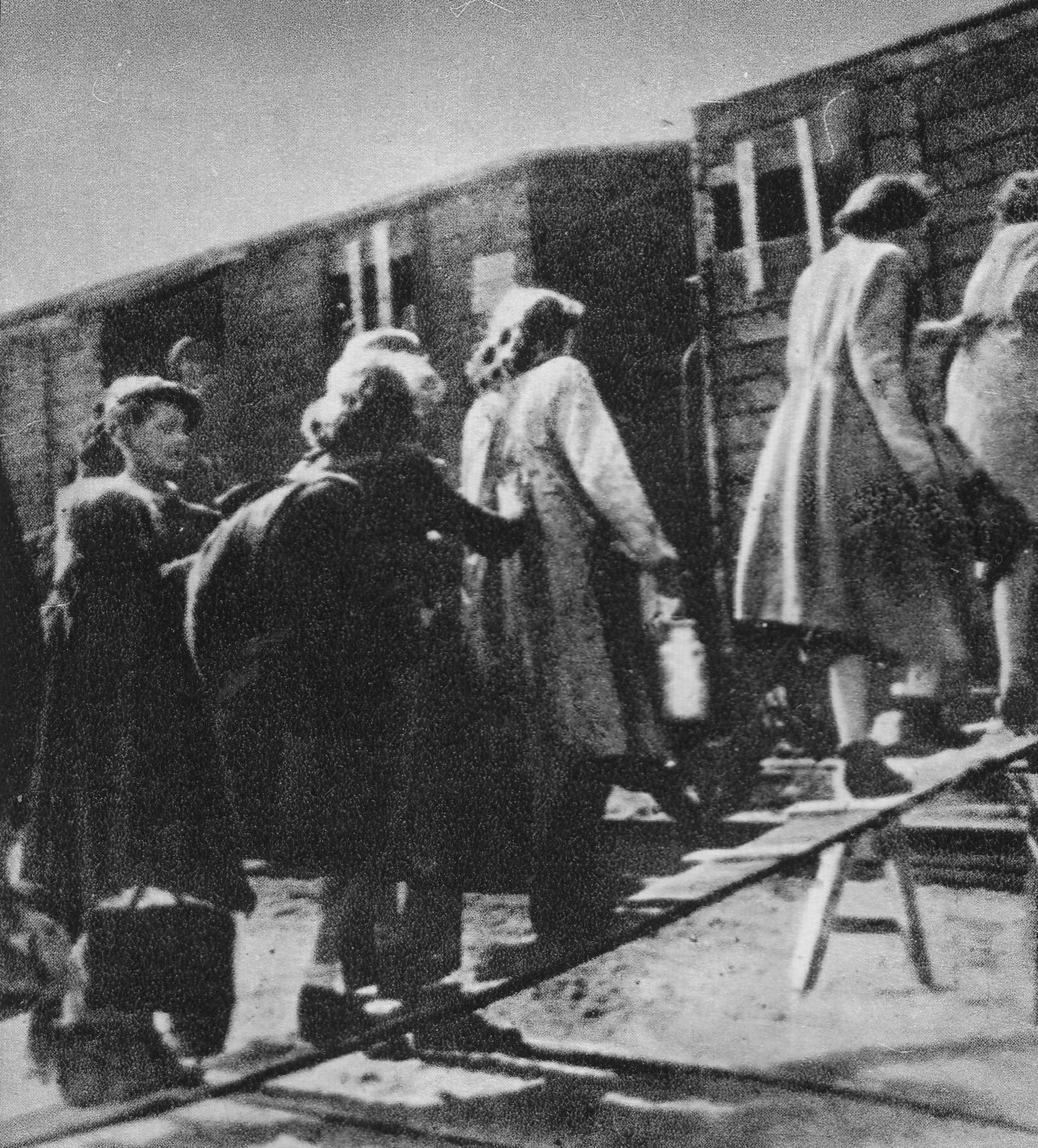
Kobiety wsiadające do wagonu (sierpień 1942)

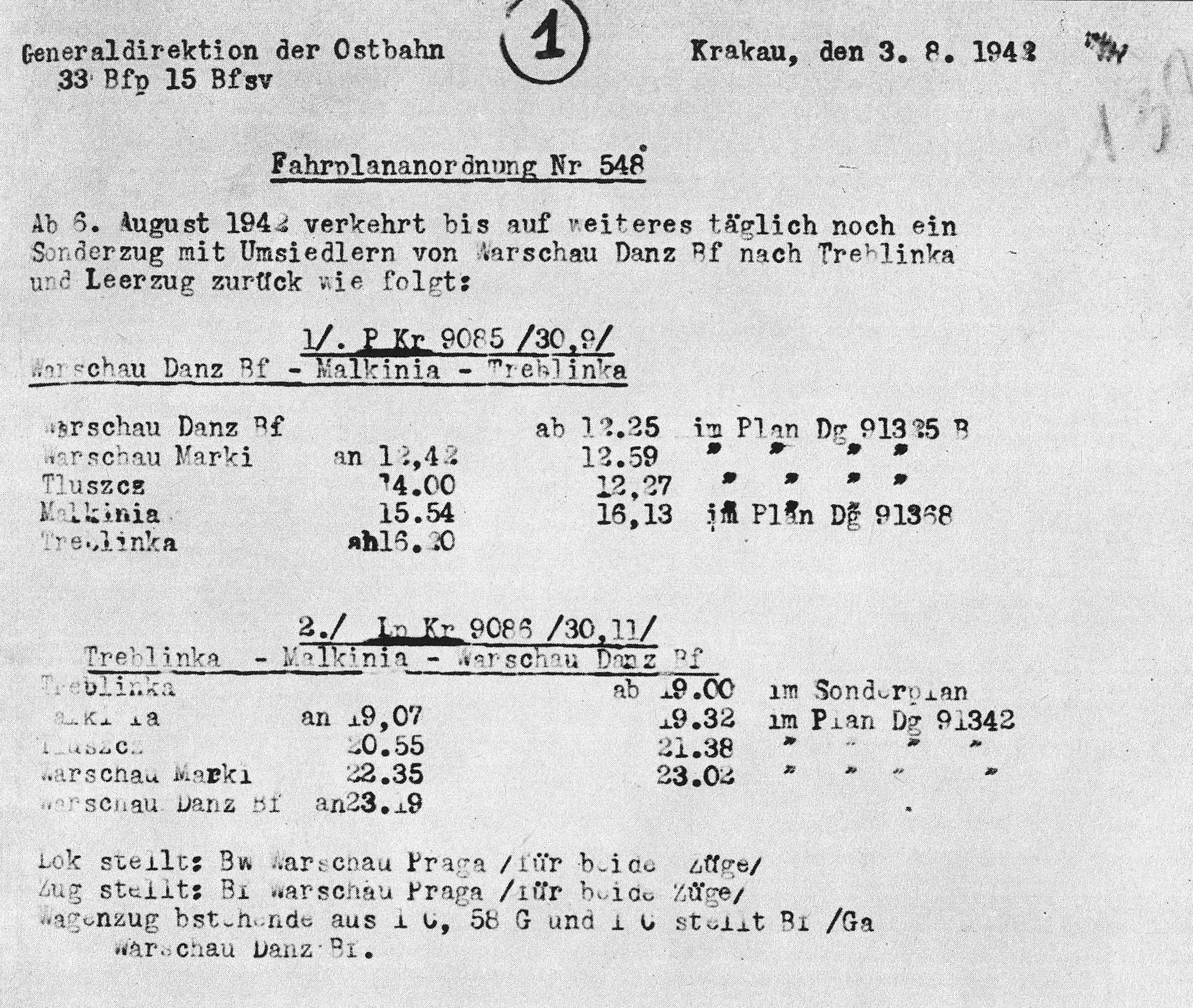
Rozkład nr 548 Generalnej Dyrekcji Kolei Wschodniej w Krakowie z 3 sierpnia 1942 wprowadzający kursowanie od 6 sierpnia dodatkowego pociągu z dworca Warszawa Gdańska do stacji Treblinka

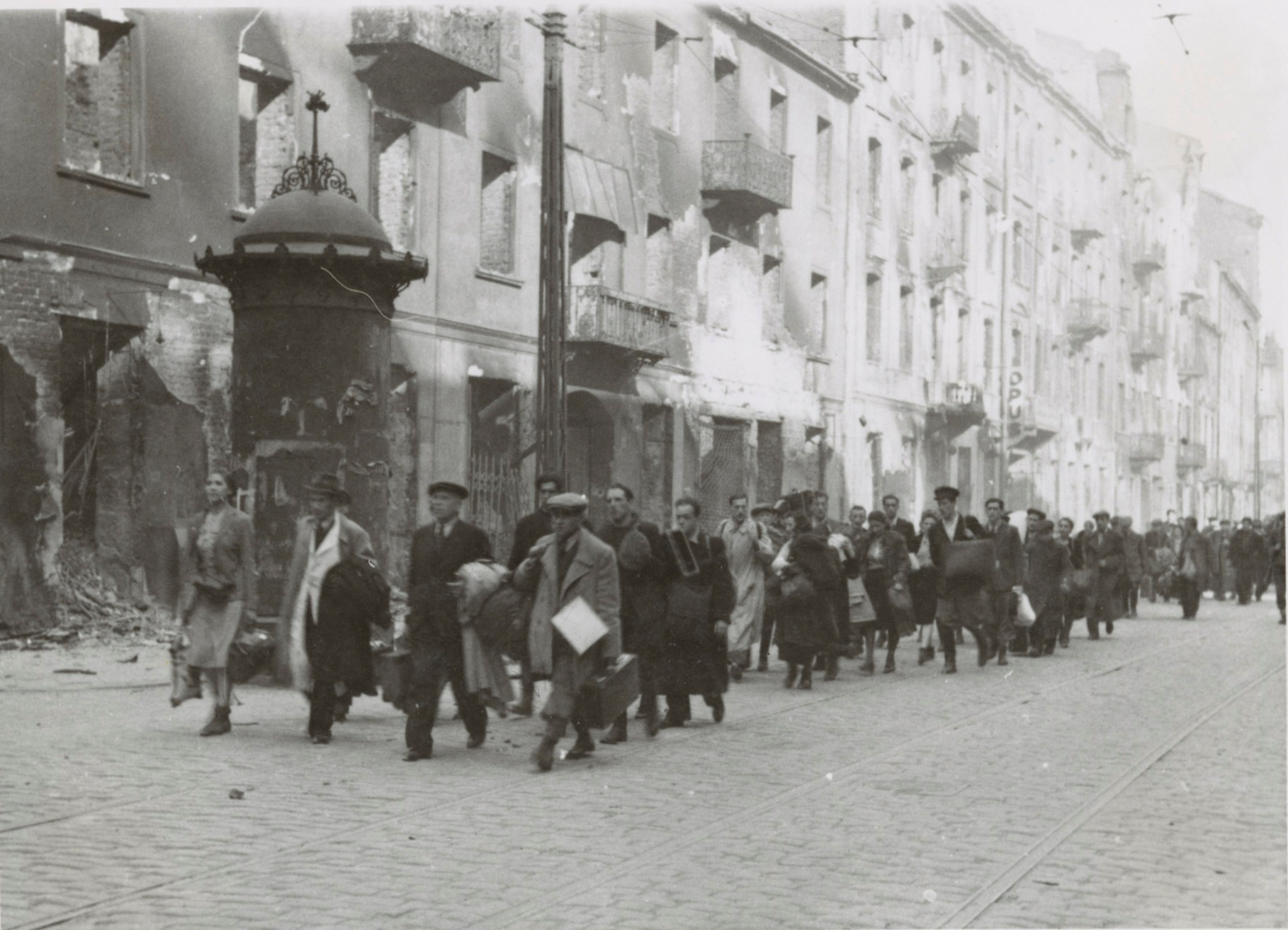
Powstanie w getcie warszawskim; Żydzi w drodze na Umschlagplatz na ulicy Zamenhofa

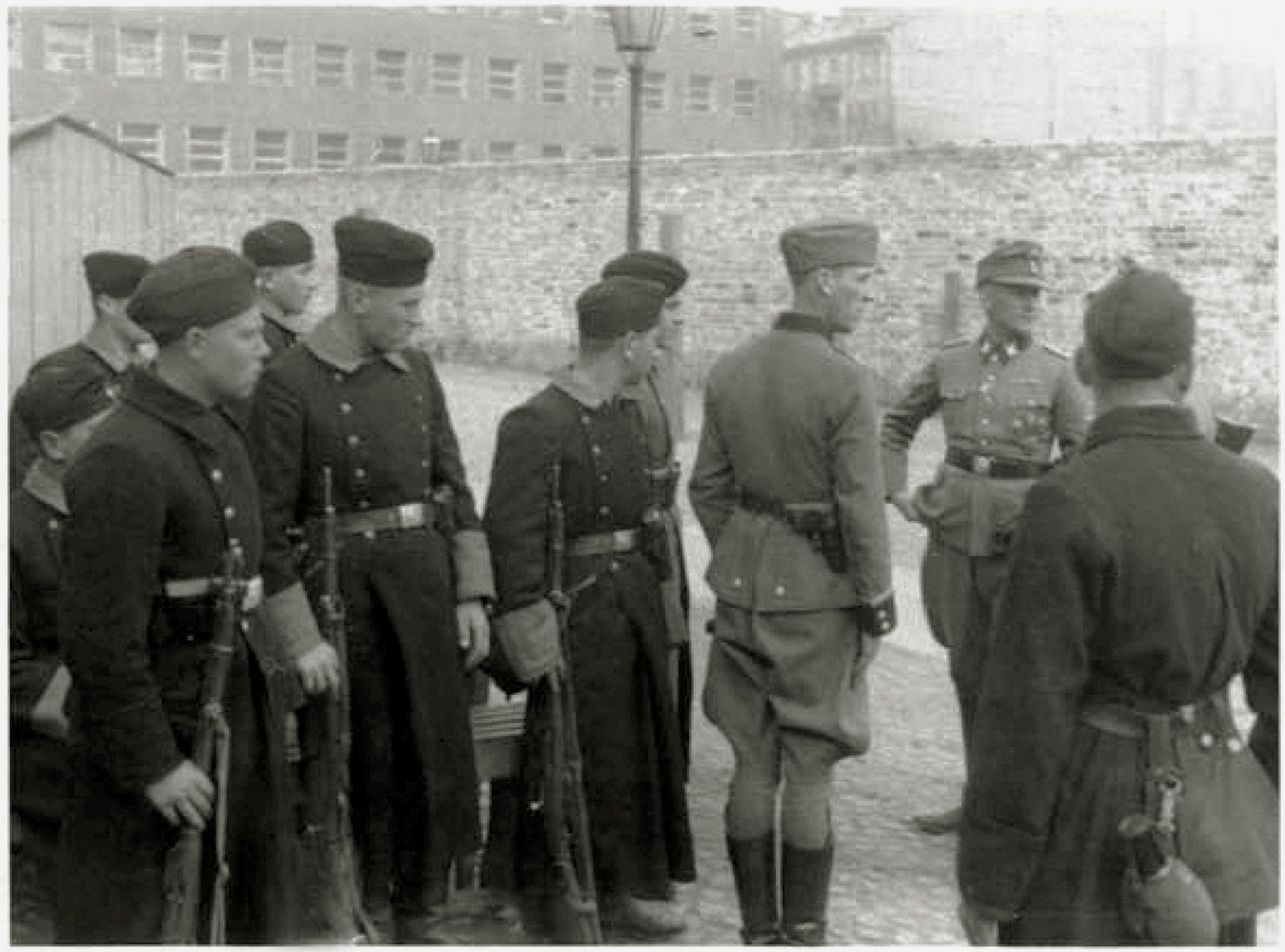
Generał Jürgen Stroop i żołnierze jednostek pomocniczych (tzw. askarysi) na Umschlagplatzu

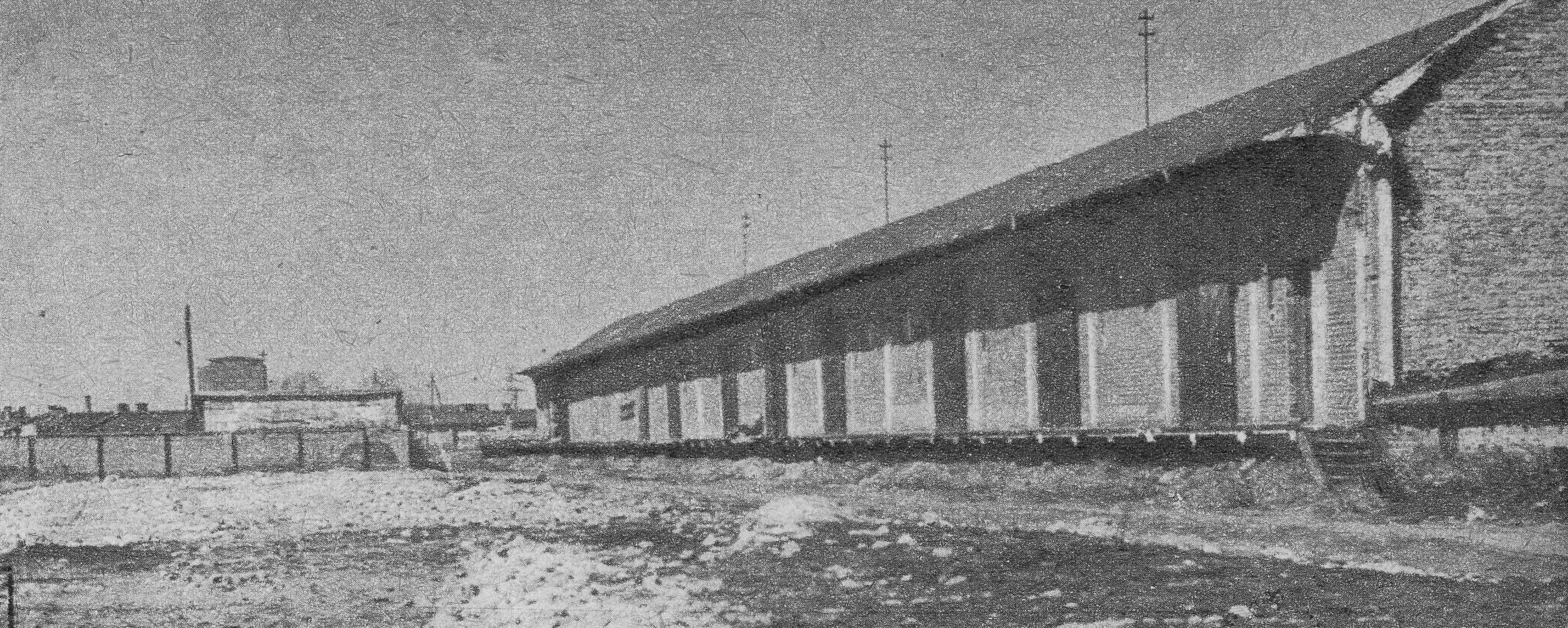
Teren dawnego Umschlagplatzu w 1960

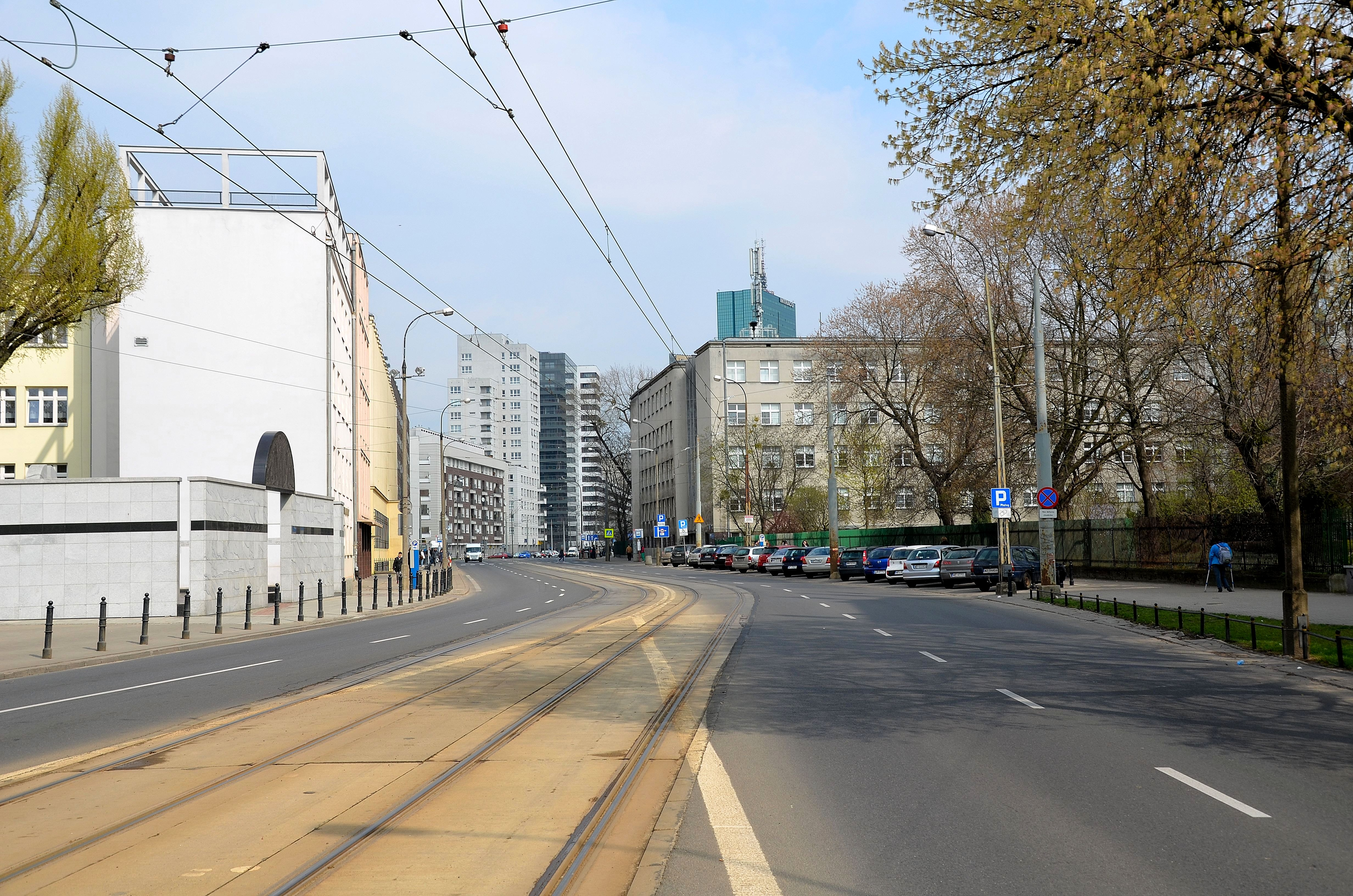
Współczesny wygląd południowej części dawnego placu przeładunkowego, po lewej widoczne Pomnik Umschlagplatz i budynki szkolne, na wprost – gmach Wydziału Psychologii UW

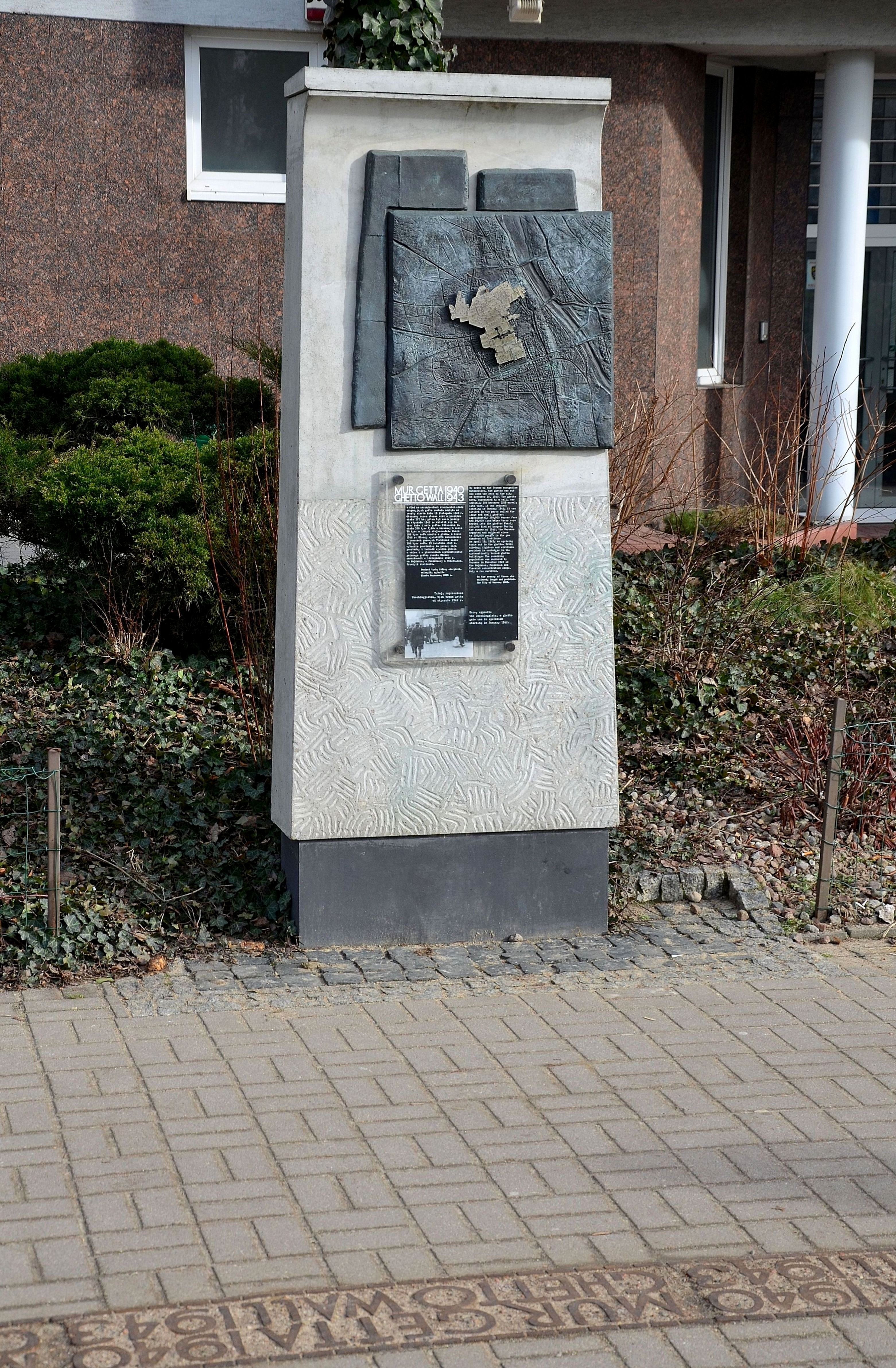
Pomnik granic getta na ul. Dzikiej upamiętniający bramę prowadzącą na Umschlagplatz

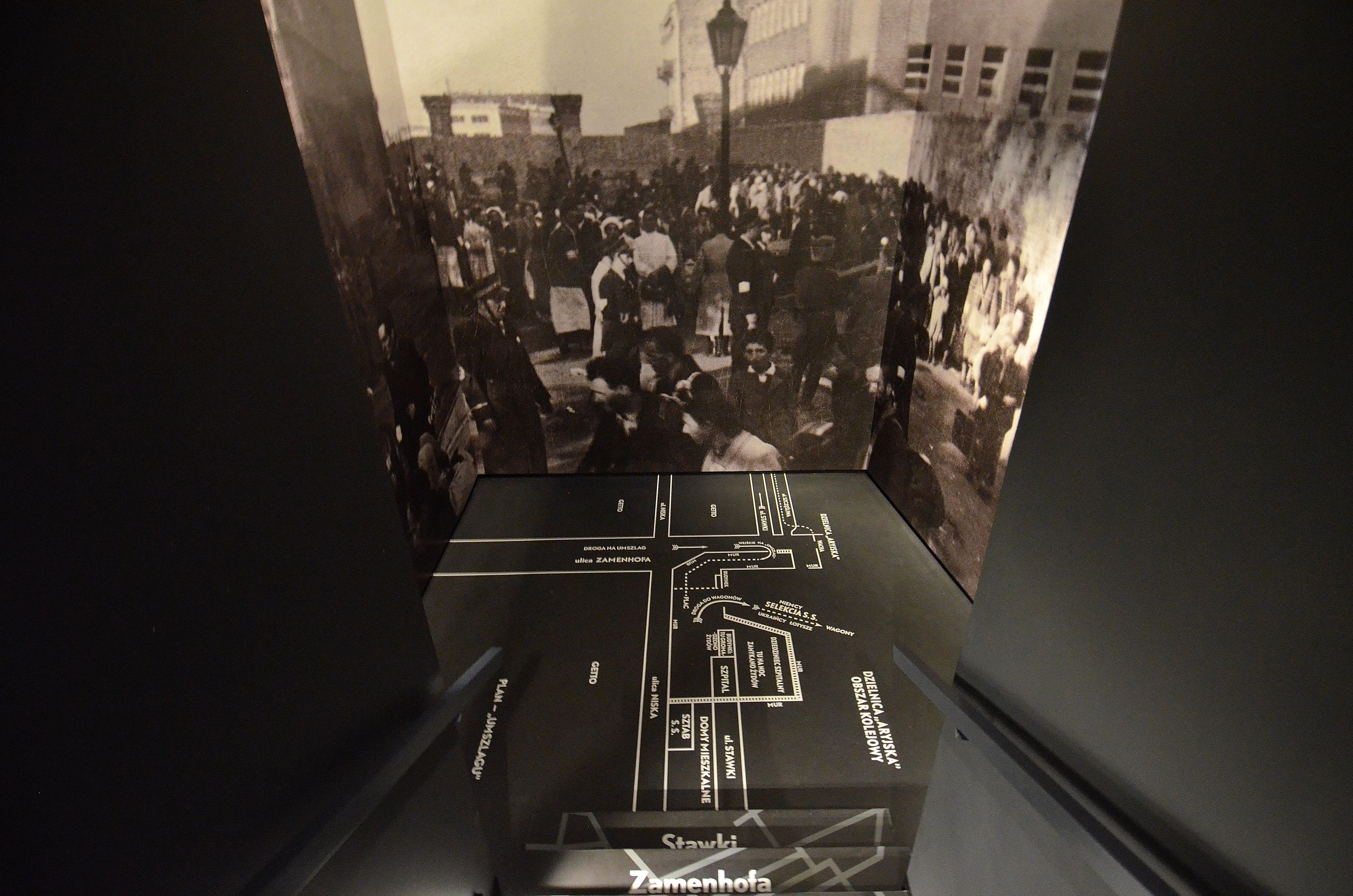
Fragment ekspozycji poświęconej Umschlagplatzowi z mapą placu przeładunkowego w Muzeum Historii Żydów Polskich w Warszawie

Umschlagplatz (z niem. plac przeładunkowy) – nieistniejąca obecnie rampa kolejowa przy ulicy Stawki 4/6 w Warszawie, która wraz ze znajdującymi się w jej sąsiedztwie budynkami była wykorzystywana w latach 1942–1943 jako miejsce koncentracji Żydów z warszawskiego getta przed wywiezieniem ich do obozu zagłady w Treblince oraz obozów w dystrykcie lubelskim.

## Historia

### Do 1942 roku
Po otwarciu linii kolei obwodowej (1876) do znajdujących się przy ul. Stawki magazynów wojskowych doprowadzono bocznicę kolejową. W 1921 przy ul. Stawki 4/6 utworzono Dom Składowy Miejskich Zakładów Zaopatrywania Warszawy, który dysponował dużymi budynkami magazynowymi wzniesionymi wzdłuż ramp kolejowych. Przed 1935 na tej samej posesji zbudowano nowoczesny gmach dla trzech szkół powszechnych (nr 112, 120 i 122).
W grudniu 1940 część tego terenu, któremu Niemcy nadali nazwę „plac przeładunkowy” – Umschlagplatz (przez wielu mieszkańców dzielnicy zamkniętej był on zwyczajowo nazywany Umschlagiem) – przejęła specjalna instytucja niemiecka Transferstelle (Urząd Transferu). Transferstelle, której siedziba znajdowała się przy ul. Królewskiej 23, kontrolowała oficjalną wymianę handlową pomiędzy dzielnicą zamkniętą a stroną „aryjską”. Zamawiane do getta towary były dostarczane na rampę kolejową na Umschlagplatzu, gdzie Niemcy wyznaczyli granicę celną getta. Tutaj dokonywano ich odprawy, po zakończeniu której były one odbierane przez importerów po drugiej stronie rampy. Przez Umschlagplatz trafiały także do dzielnicy zamkniętej oficjalne dostawy żywności.
W kwietniu 1942 do warszawskiego getta przez Umschlagplatz przywieziono ok. 4 tys. Żydów niemieckich (m.in. z Berlina, Frankfurtu, Gelsenkirchen i Hanoweru).
Na przełomie stycznia i lutego 1942 południowa część kompleksu przylegająca bezpośrednio do terenu getta – budynki przy ul. Stawki nr 6, 8 i 10 oraz cała nieparzysta część tej ulicy pomiędzy Dziką i Pokorną – została włączona do dzielnicy zamkniętej.

### Wielka akcja deportacyjna (lipiec-wrzesień 1942)
Od 22 lipca 1942 budowle kolejowe, rampy, gmach szkół powszechnych oraz pozostałe obiekty znajdujące się na tym terenie zaczęły być wykorzystywane jako miejsce do selekcji, przetrzymywania i załadunku Żydów przed wywózką do obozu zagłady w Treblince. Siedziba komendy oddziału SS nadzorującego deportacje mieściła się w gmachu szkół powszechnych nr 153 i 175 przy ul. Stawki 21 (obecnie nr 5/7). Umschlagplatz został podzielony na dwie części. Pierwsza z nich, południowa, składała się z oddzielonej murem od pozostałej części getta fragmentu ulicy Stawki wraz z budynkami znajdującymi się po jej parzystej stronie. Tam, siedząc na ziemi lub chroniąc się w budynkach, Żydzi oczekiwali na przyjazd pociągu i sformowanie transportu. Jedyna brama prowadząca do tej części Umschlagplatzu znajdowała się od strony ulicy Dzikiej. Drugą część, północną, stanowił teren z bocznicą kolejową, gdzie odbywało się ładowanie do wagonów. Według Władysława Szpilmana na placu przeładunkowym mogło pomieścić się do 8000 osób. Bywały jednak dni kiedy przetrzymywano tam nawet około 10 000 osób.
Większość Żydów docierała na położony na północnym krańcu getta Umschlagplatz pieszo ulicą Zamenhofa (przed wojną ulica ta od skrzyżowania z Gęsią skręcała łukiem na zachód i dochodziła do Dzikiej w pobliżu obecnego skrzyżowania Stawek z Karmelicką).
W przeprowadzeniu wywózek latem 1942 ważną i negatywną rolę odegrała Żydowska Służba Porządkowa pod operacyjnym dowództwem Jakuba Lejkina. Członkowie tej formacji byli bezpośrednimi wykonawcami rozkazów niemieckich, wielu z nich zasłynęło z okrucieństwa i przekupności. W pierwszych dniach „akcji” w spędzaniu ludzi na Umschlagplatz uczestniczyli wyłącznie żydowscy policjanci. Technika działania polegała na blokowaniu domów lub grup domów, a następnie spędzaniu w jedno miejsce – na podwórze lub ulicę – wszystkich ich mieszkańców. Po sprawdzeniu dokumentów oraz zwolnieniu niewielkiej grupy osób, która nie podlegała wysiedleniu, pozostali kierowani byli pod eskortą na Umschlagplatz. Obchodzono opuszczone mieszkania, ukrywające się osoby albo mordowano na miejscu, albo kierowano wraz z pozostałymi na Umschlagplatz. Tam do 19 sierpnia odbywała się jeszcze powtórna selekcja. Niektórych Żydów, w większości młodych mężczyzn, zatrzymywano i kierowano pod eskortą do tzw. Dulagu (obozu przejściowego) znajdującego się po stronie „aryjskiej” przy ulicy Leszno 112. Był to kompleks pięciopiętrowych kamienic pilnowany przez Żydowską Służbę Porządkową. W Dulagu skoszarowani Żydzi oczekiwali na przydział do pracy w zakładach przemysłowych, budowie umocnień lub w innych miejscach nadzorowanych przez SS lub Wehrmacht.
29 lipca podjęto próbę zachęcenia mieszkańców getta do dobrowolnego zgłaszania się do wysiedlenia. Zgodnie z rozplakatowanym tego dnia obwieszczeniem kierownika Służby Porządkowej każdy, kto do 31 lipca (ten termin przedłużono później do 4 sierpnia) stawił się na Umschlagplatzu, miał otrzymać 3 kg chleba oraz 1 kg marmolady. W sierpniu na polecenie Niemców Jakub Lejkin wydał rozkaz, że każdy policjant żydowski musi doprowadzić na Umschlagplatz pięć osób. Od sierpnia blokady przeprowadzane były już także w tzw. szopach (niemieckich zakładach produkcyjnych utworzonych na terenie getta) i urzędach Judenratu.
Teren placu był silnie strzeżony przez Niemców, ukraińskie i łotewskie formacje pomocnicze oraz policję żydowską. Funkcję kierownika dziennego Umschlagplatzu pełnił Mieczysław Szmerling – słynący z brutalności podobwodowy Żydowskiej Służby Porządkowej (na polecenie władz niemieckich awansowany pod koniec lipca 1942 na stanowisko obwodowego). Szmerling, którego Emanuel Ringelblum opisywał jako „olbrzyma o szpiczastej bródce i twarzy zbójcy”, był gorliwym i posłusznym wykonawcą niemieckich poleceń. Niejednokrotnie z szeregów policji usuwał funkcjonariuszy, którzy wypuszczali Żydów z Umschlagplatzu. Osobiście za zwolnienie z placu pobierał natomiast ogromne łapówki. Ringelblum wspominał, że gdy próbował przekonać Szmerlinga, aby zwolnił z Umschlagplatzu kilku żydowskich intelektualistów, ten pobił go nahajką. Jego zastępcą był Józef Rode-Kucz, obwodowy i były podoficer Legii Cudzoziemskiej. Funkcję kierownika nocnego pełnił natomiast Salomon Kosman. Na placu funkcjonowała ponadto ekipa „ładowaczy”, złożona z żydowskich policjantów, a dowodzona przez podobwodowego Mieczysława Brzezińskiego. Jej zadaniem było wpędzanie ludzi do wagonów i obliczanie ilu Żydów wywieziono danego dnia do Treblinki (wynik zapisywano kredą na wagonach). Plac często wizytował przebywający w Warszawie w czasie wielkiej akcji wysiedleńczej szef sztabu akcji „Reinhardt” Hermann Höfle. 
W pierwszych dniach niemieckiej „akcji” na Umschlagplatzu masowo rozstrzeliwano osoby niebędące w stanie znieść trudów podróży do Treblinki (głównie starców i chorych). Później liczba egzekucji zmniejszyła się, lecz osoby stawiające opór lub próbujące ucieczki były nadal rozstrzeliwane na miejscu. Uznane za niezdolne do transportu osoby starsze, chore lub zniedołężniałe, a także małe dzieci, rozstrzeliwano na miejscu lub na terenie cmentarza żydowskiego przy ul. Okopowej. Zwłoki grzebano w zbiorowych grobach na cmentarzu.
Żydowscy policjanci oraz łotewscy i ukraińscy strażnicy (tzw. Trawniki-Männer) pobierali ogromne łapówki za zwolnienie z placu. Początkowo opuszczenie Umschlagplatzu było możliwe po zapłaceniu ok. 1000–2000 złotych od osoby. W późniejszym czasie cena wzrosła do 10 000 zł. Niejednokrotnie kobiety były zmuszane do płacenia własnym ciałem za zwolnienie. Na placu i znajdujących się w jego obrębie budynkach panowały bardzo złe warunki sanitarne. Brakowało wody.
Czas oczekiwania gromadzonych na Umschlagplatzu Żydów na podstawienie wagonów wynosił od kilku godzin do nawet kilku dni. Do deportacji wykorzystywano zachodnią rampę kolejową, pozostała część kompleksu przy Stawkach pełniła normalne funkcje zaopatrzeniowe dla reszty miasta. Transport do Treblinki odbywał się w pociągach składających się z 58 krytych wagonów towarowych i 2 wagonów osobowych dla członków konwoju. Na podłogach wagonów rozsypywano substancję zawierającą chlor. Ładowanie do wagonów odbywało się w pośpiechu, a pędzeni na rampę Żydzi byli często bici i szczuci psami. Zdarzały się również strzelania w biegnący do wagonów tłum. Do jednego wagonu upychano 80–120 osób.
Pierwszy pociąg odjechał z Umschlagplatzu do Treblinki w nocy z 22 na 23 lipca 1942. Tak opisał jego przybycie do miejsca przeznaczenia pracownik stacji w Treblince i członek Armii Krajowej Franciszek Ząbecki:

Dnia 23 lipca w czwartek 1942 r. w godzinach rannych wyszedł z Małkini pierwszy transport z „przesiedleńcami” (...). Pociąg składał się z 60 wagonów krytych, zatłoczonych ludźmi. Byli tam starzy, młodzi, mężczyźni, kobiety, dzieci i niemowlęta w betach. Drzwi wagonów były zaryglowane, okienka zakratowane drutem kolczastym. Na stopniach wagonów z jednej i drugiej strony pociągu, a nawet na dachach, stało i leżało kilkunastu SS-manów z automatami gotowymi do strzału. (...) „Przesiedleńcy” byli niesamowicie stłoczeni w wagonach. Wszyscy musieli stać, pozbawieni dostępu powietrza i możliwości załatwienia potrzeb naturalnych. Jechali jak w rozgrzanych piecach. Wysoka temperatura, brak powietrza, upał wytworzyły warunki nie do wytrzymania, nawet przez zdrowe, młode i silne organizmy. Z wagonów dobywały się jęki, krzyki, wołania o wodę, o lekarza. (...) Cała stacja wypełniła się jękiem i krzykiem kilku tysięcy ludzi. Przez okienka wyrzucano nieczystości. Z wagonów unosiła się para, mimo że dzień był upalny (...)

Dziennie wywożono z Warszawy średnio ok. 4000−5000 osób. Od 6 sierpnia, zgodnie z rozkładem nr 548 Generalnej Dyrekcji Kolei Wschodniej w Krakowie, na trasie Warszawa Wschodnia – Treblinka zaczął kursować dodatkowy pociąg towarowy. Był on podstawiany na Umschlagplatz ok. godz. 9.00, wyjeżdżał z Dworca Gdańskiego o 12.25 i zgodnie z rozkładem przyjeżdżał na stację Treblinka o 16.20. Pusty pociąg odjeżdżał ze stacji Treblinka o 19.00 i przyjeżdżał na Dworzec Gdański o 23.19. Uruchomienie drugiego pociągu wahadłowego sprawiło, że dzienna liczba wywożonych do Treblinki Żydów kilkakrotnie przekroczyła 10 000.
Podróż do Treblinki trwała zwykle kilka godzin, jednak mogła się przedłużyć nawet do kilkudziesięciu godzin, gdyż „pociągi specjalne” poruszające się po zatłoczonej linii kolejowej w kierunku Białegostoku musiały m.in. oczekiwać na bocznicach, aby przepuścić jadące na front wschodni lub wracające z niego transporty wojskowe. Zatory tworzyły się także w pobliżu samego obozu w Treblince (zwłaszcza w pierwszych tygodniach jego funkcjonowania). Z uwagi na wydłużony czas podróży oraz to, że obóz zagłady nie przyjmował transportów nocą, Żydzi często byli uśmiercani w komorach gazowych następnego dnia po wyjeździe z Warszawy. Na stacji kolejowej w Treblince pociągi były dzielone na trzy części po 20 wagonów, które kolejno były wprowadzane na rampę kolejową odległego o ok. 4 km obozu. Po uprzątnięciu wagonów pusty pociąg wracał do Warszawy.
5 sierpnia 1942 do Treblinki wywieziono Janusza Korczaka oraz ok. 200 dzieci z Domu Sierot. 13 sierpnia do gmachu przy ul. Stawki 8 przeniesiono i połączono obydwa szpitale działające w getcie – Szpital Starozakonnych na Czystem (oddziały: zakaźny i wewnętrzny tego szpitala funkcjonowały tutaj już wcześniej) oraz Szpital Dziecięcy Bersohnów i Baumanów. Po wydaniu przez Niemców rozkazu o wywiezieniu szpitala, aby oszczędzić ciężko chorym cierpień związanych z transportem do Treblinki, pielęgniarki wstrzykiwały im morfinę oraz podawały dzieciom wodę z rozpuszczonym cyjankiem.
W dniach 19–21 sierpnia nastąpiła przerwa w akcji w związku z likwidacją przez Niemców gett w okolicach Warszawy (m.in. w Otwocku, Falenicy, Rembertowie i Mińsku Mazowieckim). Po raz drugi wywózki przerwano w dniach 28 sierpnia – 2 września. Powodem była reorganizacja obozu w Treblince i budowa nowego budynku z komorami gazowymi.
Codzienne transporty do Treblinki ustały 12 września, tj. po zgromadzeniu i selekcji pozostałej w getcie ludności w czasie tzw. kotła na Miłej (6–11 września). Ostatni pociąg w trakcie wielkiej akcji wysiedleńczej (ok. 2200 osób, w tym policjanci żydowscy i członkowie ich rodzin) odjechał z Umschlagplatzu 21 września 1942.
Według źródeł niemieckich z getta do obozu zagłady w Treblince wywieziono 253 742 Żydów. Według źródeł żydowskich liczba wysiedlonych wynosiła ok. 300 000 osób, ok. 10 300 zginęło na terenie getta, 11 580 deportowano do Dulagu, a ok. 8000 uciekło na stronę „aryjską”.
Od września 1942 Umschlagplatz ponownie stał się miejscem oficjalnej wymiany towarowej pomiędzy dzielnicą zamkniętą a światem zewnętrznym.

### Lata 1943–1944
W czasie drugiej akcji wysiedleńczej (tzw. akcji styczniowej) 18–21 stycznia 1943 z Umschlagplatzu wywieziono i zgładzono w Treblince ok. 5000 Żydów. W czasie tych wydarzeń na placu zastrzelono kilkudziesięciu członków Bundu, należących do grupy dowodzonej przez Borucha Pelca, którzy odmówili wejścia do wagonów.
W czasie powstania w getcie warszawskim transporty z Żydami kierowano do Treblinki (ok. 6000−7000 osób) oraz do obozów na Majdanku, w Poniatowej i Trawnikach (ok. 36 000 osób). Duża grupa warszawskich Żydów trafiła do podobozu Majdanka w Budzyniu.
Rejon dawnego Umschlagplatzu był również miejscem walk podczas powstania warszawskiego. 1 sierpnia 1944, w godzinę „W”, oddział Kedywu „Kolegium A” pod dowództwem Stanisława Sosabowskiego „Stasinka” zdobył znajdujące się tam niemieckie magazyny żywności i mundurów. Uwolniono również dużą grupę zatrudnionych tam Żydów, więźniów Gęsiówki. Niemcy zaatakowali magazyny 11 sierpnia i opanowali je następnego dnia. Obiekt przechodził z rąk do rąk jeszcze dwukrotnie. Wobec groźby odcięcia przez Niemców tej najdalej wysuniętej na zachód pozycji broniącej dostępu do Starego Miasta żołnierze z batalionu „Czata 49” opuścili pozycje na Stawkach 17 sierpnia 1944.

### Po 1945 roku
II wojnę światową przetrwały dwa największe budynki znajdujące się w obrębie Umschlagplatzu (Stawki 4/6 i Stawki 8, obecnie pod wspólnym adresem Stawki 10). Do pierwszego z nich w 1958 wprowadził się Zespół Szkół Licealnych i Ekonomicznych nr 1, kontynuujący tradycje dwóch przedwojennych szkół: męskiej Szkoły Handlowej im. J. i M. Roeslerów oraz żeńskiego Gimnazjum Handlowego J. Jankowskiej-Siatkowskiej. Na tyłach budynku zachował się fragment muru getta stanowiący granicę Umschlagplatzu.
W gmachu obok ulokowała się Powszechna Spółdzielnia Spożywców „Społem”. Na terenie dawnego placu przeładunkowego powstała m.in. baza PKS i stacja paliw. Stacja paliw została zlikwidowana w 1998.
Ocalał także zajmowany przez komendę oddziału SS gmach przy ul. Stawki 21 (obecnie 5/7), w którym od 1973 ma siedzibę Wydział Psychologii Uniwersytetu Warszawskiego.
Po zakończeniu wojny rozebrano bocznice kolejowe, a znajdujące się przy nich budynki zaczęły być wykorzystywane przez Polskie Koleje Państwowe jako magazyny. Po rozebraniu magazynów, w latach 1974–1978 na ich miejscu wybudowano osiedle mieszkaniowe Stawki, nazywane przez mieszkańców Manhatanem. W 1956 na ulicy Stawki uruchomiono linię tramwajową.

## Upamiętnienie
Dla upamiętnienia wywózek w 1948 przy ul. Stawki odsłonięto tablicę pamiątkową, a w 1988 pomnik autorstwa architekt Hanny Szmalenberg i rzeźbiarza Władysława Klamerusa.
W tym samym roku na zachowanych budynkach przy ul. Stawki 5/7 i Stawki 10 umieszczono pamiątkowe tablice będące, podobnie jak pomnik, elementami Traktu Pamięci Męczeństwa i Walki Żydów. Na rogu ulic Stawki i Dzikiej ustawiono również kamienny blok Traktu, na którym wyryto napis w językach polskim i hebrajskim o treści:

W roku 1940 Niemcy utworzyli w Warszawie tzw. „Żydowską Dzielnicę Mieszkaniową” – getto zamykając za murami 450 tys. Żydów których wymordowali w latach 1940–1943.

W 2008 przy ulicy Dzikiej ustawiono jeden z 22 pomników granic warszawskiego getta, który upamiętnia znajdującą się w tym miejscu bramę prowadzącą na teren placu przeładunkowego.
W 2014 fragment dawnego muru Umschlagplatzu znajdujący się na tyłach Zespołu Szkół Licealnych i Ekonomicznych został rozebrany i po oczyszczeniu cegieł odtworzony ponownie.
Umschlagplatzowi dedykowany jest fragment ekspozycji w galerii Zagłada na wystawie stałej Muzeum Historii Żydów Polskich.
Dla upamiętnienia ofiar wysiedleń z warszawskiego getta w 1942, od 2012 przy pomniku Umschlagplatz rozpoczyna się Marsz Pamięci 22 lipca organizowany przez Żydowski Instytut Historyczny.
W 2023 na ogrodzeniu terenu przylegającego do budynku Wydziału Psychologii Uniwersytetu Warszawskiego (od strony ul. Stawki) umieszczono tablicę ze zdjęciem grupy Żydów czekających na wywózkę na Umschlagplatzu oraz krótkim tekstem w językach polskim i angielskim informującym o jego historii.

## Umschlagplatz w kulturze
- Plac przeładunkowy podczas wielkiej akcji wysiedleńczej latem 1942 został pokazany m.in. w filmie Romana Polańskiego Pianista (2002).
- Przeszłość i teraźniejszość placu oraz związanych z nim ludzi i miejsc w warszawskim getcie została opisana przez Jarosława Marka Rymkiewicza w powieści Umschlagplatz (Instytut Literacki, Paryż 1988)[83].